# Vahlkampfia dumnonica
Vahlkampfia dumnonica – gatunek eukariotów należący do kladu Tetramitia wchodzącego w skład supergrupy excavata.
Trofozoit osiąga wielkość 20 – 54 μm ma jądro wielkości 5,6 – 7,5 μm. Nie stwierdzono występowania cyst. Występuje u wybrzeży Kornwalii.